# Аряж
Аряж — село в составе Куединского муниципального округа в Пермском крае.

## Географическое положение
Село расположено в центральной части округа на расстоянии примерно 5 километров на север по прямой от посёлка Куеда.

## Климат
Климат умеренно континентальный. Зима продолжительная, снежная. Средняя температура января −14…−15 °C. Лето умеренно тёплое. Самый тёплый месяц — июль. Средняя температура июля +18,5 °C. средняя годовая температура составляет +2,1 °C. Абсолютный максимум июльских температур достигает +38 °C, а минимальный +2 °C. Длительность вегетационного периода (с температурой выше +5 °C) колеблется от 155 до 165 дней, безморозный период колеблется от 110 до 130 дней. Период с температурой воздуха выше 10 °C продолжается в течение 125 дней. Осадков в среднем выпадает 450—550 мм. Средняя дата первого заморозка 20 сентября. Снежный покров устанавливается в конце октября — начале ноября и держится в среднем 170—190 дней в году. Средняя дата появления первого снежного покрова 18 октября. Толщина снега к марту месяцу достигает 60-70 см.

## История
Село известно с 1816 года как деревня. В 1836 году была построена Богородице-Казанская церковь, а в 1871 году Богородице-Скорбященская каменная церковь. В советский период истории в селе существовали колхоз им. Тельмана, далее колхоз им. Ворошилова и, наконец, «Красная звезда». Село до 2006 года было центром сельсовета, а с 2006 до 2020 года входило в состав Федоровского сельского поселения Куединского района. После упразднения обоих муниципальных образований в мае 2020 г. имеет статус рядового населённого пункта Куединского муниципального округа.

## Население
Постоянное население составляло 424 человек в 2002 году (94 % русские), 390 человек в 2010 году.